# 多边形

多邊形的分類。由左至右分別為：三角形、矩形、凹多邊形和複雜多邊形。

多邊形，是平面上封閉的幾何圖形，或者说是由2条以上在同一平面的線段首尾相连組成的形状。

## 術語
頂点
指多邊形中任何兩邊相交所形成的交點或錐體的尖頂。
边
内角頂點相鄰的兩邊所組成的角度。n邊形的內角和為{\displaystyle (n-2)\times 180^{\circ }}
外角對於某內角來說，其相應的外角角度為180°减去內角角度，多邊形的所有外角之和恆等於360°。
對角線以不毗連頂點為端點的線段

## 分類

### 簡單多邊形
簡單多邊形是邊不相交的多邊形，又稱佐敦多邊形，因為佐敦曲線定理可以用來證明這樣的多邊形能將平面分成兩個區域，即區內和區外。
在拓扑学上，簡單多邊形和圆盘同胚。
在計算幾何學有幾個重要問題，其輸入都是簡單多邊形：
- 點在多邊形內：決定一點是否在多邊形內
- 求多邊形面積
- 將多邊型切割成三角形

按凸性区分，簡單多邊形分凸多邊形和凹多邊形，「凸」的表示它的內角都不大於180°，凹反之。
其他的特殊多边形还有：
圆内接多边形：顶点都在同一个圆上的多边形。
圆外切多边形：边都跟同一個圆相切的多边形。
等边多边形：各边之长都相等的多边形。
等角多边形：各内角都相等的多边形。

### 正多邊形
正多邊形是各邊都等長，各内角都相等的多邊形，可分为两种：凸正多边形与凹正多边形。谈及“正多邊形”时一般指前者，后者一般称作正多角星。对于指定的边数，它们都是唯一的，比如正五边形与正五角星。在邊數相同、周長相等的多邊形中，凸正多边形面積最大（参见等周问题 ）。
当且仅当边数是2的冪乘費馬質數時，正多邊形可以用尺規作出（參見可作圖多邊形）。
- 面積：{\displaystyle A\ =\ {\frac {n}{2}}\,a\,r_{i}\ =\ {\frac {n}{2}}\,r_{u}^{2}\,\sin {\frac {2\pi }{n}}\ =\ {\frac {1}{4}}na^{2}\cot {\frac {180^{\circ }}{n}}}

- 內切圓半徑：{\displaystyle {\frac {a}{2}}\cot {\frac {180^{\circ }}{n}}}

- 外接圓半徑：{\displaystyle {\frac {a}{2\sin {\frac {180^{\circ }}{n}}}}}

## 公式

### 面积
对用{\displaystyle (x_{1},y_{1}),(x_{2},y_{2}),\dots ,(x_{n},y_{n})}（按逆时针排列）描述的多边形，其面积为：

{\displaystyle A={\frac {1}{2}}\left({\begin{vmatrix}x_{1}&y_{1}\\x_{2}&y_{2}\end{vmatrix}}+{\begin{vmatrix}x_{2}&y_{2}\\x_{3}&y_{3}\end{vmatrix}}+\dots +{\begin{vmatrix}x_{n}&y_{n}\\x_{1}&y_{1}\end{vmatrix}}\right)}

若按顺时针排列，取负数即可。

对用边长{\displaystyle a_{1},a_{2},\dots ,a_{n}}和外角{\displaystyle \theta _{1},\theta _{2},\dots ,\theta _{n}}描述的多边形，其面积为：

{\displaystyle {\begin{aligned}A={\frac {1}{2}}\{a_{1}[a_{2}\sin(\theta _{1})+a_{3}\sin(\theta _{1}+\theta _{2})+\cdots +a_{n-1}\sin(\theta _{1}+\theta _{2}+\cdots +\theta _{n-2})]\\{}+a_{2}[a_{3}\sin(\theta _{2})+a_{4}\sin(\theta _{2}+\theta _{3})+\cdots +a_{n-1}\sin(\theta _{2}+\cdots +\theta _{n-2})]\\{}+\cdots +a_{n-2}[a_{n-1}\sin(\theta _{n-2})]\}\end{aligned}}}

用边长和内角描述如下

N边形{\displaystyle S={\frac {\sum {(-1)^{k}mn\sin {\theta }}}{2}}}这个代表N边形已知{\displaystyle N-1}个边的长度，而且知道其中任意两边的夹角，对于这两边{\displaystyle (-1)^{k}mn\sin {\theta }}求和后的一半便是面积 

注明：{\displaystyle K=0}或1，目的是为了表明每个因式{\displaystyle mn\sin {\theta }}的正负号与{\displaystyle M}，{\displaystyle N}的交点位置有关